# Аеродром Џуба
Аеродром Џуба (: , : ) је међународно ваздухопловно пристаниште код града Џуба у вилајету Централна Екваторија у Јужном Судану. Смештен је на 461 метар надморске висине и има једну асфалтирану полетно-слетну стазу дужине 2.400 метара. Ово је највећи главни и највећи аеродром у земљи преко којег се одвија локални и међународни саобраћај. Полазно је и матично средиште јужносуданске авио-компаније Фидер ерлајнс.

## Дестинације
| Авио-компанија            | Одредишта           |
| ------------------------- | ------------------- |
| Африкан експрес ервејз    | Најроби             |
| Ер Уганда                 | Ентебе              |
| Игл ер                    | Ентебе              |
| Истафрикан сафари ер      | Најроби             |
| Иџипт ер                  | Каиро               |
| Итиопијан ерлајнс         | Малакал, Адис Абеба |
| Џетлинк ексрпес           | Најроби             |
| Кенија ервејз             | Најроби             |
| Марсленд ејвијејшон       | Картум, Најроби     |
| Квиснвеј ер сервис        | Најроби             |
| Ројал дејзи ерлајнс       | Ентебе              |
| Саутерн Судан ер конекшон | Најроби             |
| Судан ервејз              | Картум, Најроби     |
| УН                        | Рим                 |